# Nils Lundkvist
Nils Lundkvist (Piteå, Suecia, 27 de julio de 2000) es un jugador profesional sueco de hockey sobre hielo que se desempeña en la posición de defensor derecho en Dallas Stars, equipo de la National Hockey League (NHL).

## Carrera
Fue seleccionado en la primera ronda en la NHL Entry Draft de 2018. En 2021 hizo su debut profesional con el equipo New York Rangers, en el cual jugó una temporada (2021-2022), después pasó a Dallas Stars, donde lleva jugando dos temporadas.